# My Summer Car
My Summer Car er et computerspil udviklet af den finske udvikler Johannes Rojola fra Amistech. Det blev udgivet den 24. oktober 2016.